# Ricardo Fernández Barrueco
Ricardo Fernández Barrueco (1965) es un empresario venezolano, para 2005 su fortuna se estimó en 1.6 billones de dólares con «una red de 270 compañías e industrias tan diversas como pesca de atún y banca». El grupo Proarepa (nacionalizada en enero de 2010) es uno de los principales proveedores de Mercal, una cadena de supermercados estatales con productos subvencionados.

## Biografía
Barrueco empezó su carrera como el dueño de una pequeña compañía venezolana de transporte. Durante el paro general de 2002 Barrueco rápidamente aumentó su prominencia cuando ayudó al gobierno prestándole sus vehículos para apoyar los intentos de mantener la distribución de alimentos durante la huelga. Barrueco Recibió amenazas de muerte en ese tiempo. La red de distribución desarrollada durante la huelga se convirtió más tarde en la cadena de supermercados estatales subvencionados Mercal.
A mitad de 2009 Fernández adquirió Digitel GSM de Oswaldo Cisneros por $800 millones. Entre septiembre y octubre de 2009 Fernández dirigió un grupo de inversores para salvar a cuatro bancos, Canarias, Confederado, Bolívar y BanPro, que conjuntamente atendían al 5.7 por ciento del sector bancario de Venezuela. A finales del 2009 Fernández fue arrestado en Venezuela por una serie de cargos, que incluían apropiación de fondos, en conexión con la absorción, debida a problemas de liquidez, de los cuatro bancos adquiridos por Fernández. Él todavía se mantiene bajo custodia, ninguna fecha de juicio ha sido puesta. Sus bancos junto a otros fueron tomados por el gobierno durante el 2009-2010 crisis bancaria venezolana; la fusión de muchos de estos bancos permitió la creación del Banco Bicentenario.
Proarepa de Fernández Barrueco suministró a la cadena de supermercados subvencionados estatales, Mercal, alrededor del 10% de la harina de maíz consumida en el país. La compañía fue tomada por el gobierno venezolano en enero de 2010 y puesta bajo el control del Unidades de Producción Socialistas (UPS); el gobierno pidió doblar la producción. Fernández tiene un pregrado de economía en la Universidad Católica Andrés Bello.